# Deposito locomotive di Taranto
Il Deposito Locomotive di Taranto è una infrastruttura di servizio ferroviario per la sosta, la manutenzione ed il rifornimento di locomotive diesel ed elettriche, automotrici elettriche e diesel, elettrotreni ed autotreni delle Ferrovie dello Stato. Oggi l'impianto è di proprietà di Trenitalia ed è utilizzato, oltre che da quest'ultima, anche dalle Ferrovie del Sud Est.
Esso è classificato come impianto di riferimento ed è ubicato a nord della stazione ferroviaria, lungo la linea Bari-Taranto di RFI a circa 2 km dall'impianto cittadino.

## Storia
Il deposito locomotive di Taranto è uno dei più antichi e importanti della regione; la sua origine infatti data alla fine degli anni sessanta del XIX secolo quando vennero costruite la ferrovia Jonica e il collegamento con Bari. La posizione scelta era strategica in quanto nei progetti era prevista già da tempo la confluenza nell'area tarantina di tutta una serie di collegamenti ferroviari, che saranno realizzati nel tempo, sia in senso nord-sud che trasversali per il potentino e il campano che per Brindisi il porto più importante dell'epoca. In seguito alla dieselizzazione sia anteguerra ma soprattutto del secondo dopoguerra l'impianto è stato sede di grosse assegnazioni di locomotori diesel che di automotrici. Alla fine degli anni ottanta in seguito alle elettrificazioni della linea Bari-Taranto e di parte della Jonica (fino a Sibari nel 1989) l'impianto è stato dotato di locomotive elettriche.

## Deposito Rotabili Storici
Presso l'impianto tarantino ha sede l'A.T.S.P., Associazione Treni Storici Puglia, realtà di riferimento, assieme all'A.I.S.A.F. di Lecce, per quanto concerne i rotabili storici in Puglia.
Tale associazione ha in carico il Treno Storico Pugliese, ricoverato proprio presso l'impianto tarantino. Il treno viene spesso ricoverato nei binari "alti" del deposito, accanto ai due binari dedicati ai rotabili in corso di restauro. Al deposito tarantino sono assegnati i seguenti rotabili:
- Locomotiva Elettrica E.626.185
- Locomotiva Elettrica E.636.318
- Locomotiva Elettrica E.424.049
- Locomotiva Elettrica E.424.243
- Locomotiva Elettrica E.646.028
- Locomotiva Diesel D.443.1030
- Automotore da manovra D.216.0016
- 6 Carrozze Centoporte
- 2 Carrozze tipo 1921
- 3 Carri Postali
- 3 Carri Merci (1 frigo, 2 cisterne)

## Locomotive in dotazione
L'impianto tarantino ha, nel tempo conosciuta l'assegnazione di un grande numero e varietà di unità ferroviarie:

### Locomotive a vapore
- 735
- 740
- 744
- 745
- 835

### Locomotive diesel
- D.341
- D.342
- D.343
- D.345
- D.443
- D.445

### Locomotive elettriche
- E.424 (navetta)
- E.633
- E.636

### Automotrici Leggere a nafta
- Automotrice ALn 668 serie 1000
- Automotrice Gruppo ALn 668 serie 1900
- Automotrice Gruppo ALn 668 serie 3100

Il deposito di Taranto è sede di Carro Soccorso di 1ª categoria per tutte le operazioni di soccorso in linea e pronto intervento tecnico per guasti o incidenti che riguardano il settore trazione e i rotabili relativi. Inoltre è presente una locomotiva diesel-elettrica disponibile 24h come riserva; attualmente essa è l'unità D445.1060.